# Egau
Die Egau ist ein 45 Kilometer langer, linker Zufluss der Donau im östlichen Baden-Württemberg und im westlichen Bayern.
In älterer Literatur wird das Gewässer auch als Egge bezeichnet.

## Name
In der ersten schriftlichen Erwähnung wird der Fluss Egwau (1292) genannt. Das Suffix -au bedeutet 'Land am Wasser' (siehe Flussaue). Das Bestimmungswort könnte keltischen Ursprungs sein und die Wurzel *ag- für treiben enthalten. Alternativ wäre eine germanische Herleitung denkbar.

## Geographie

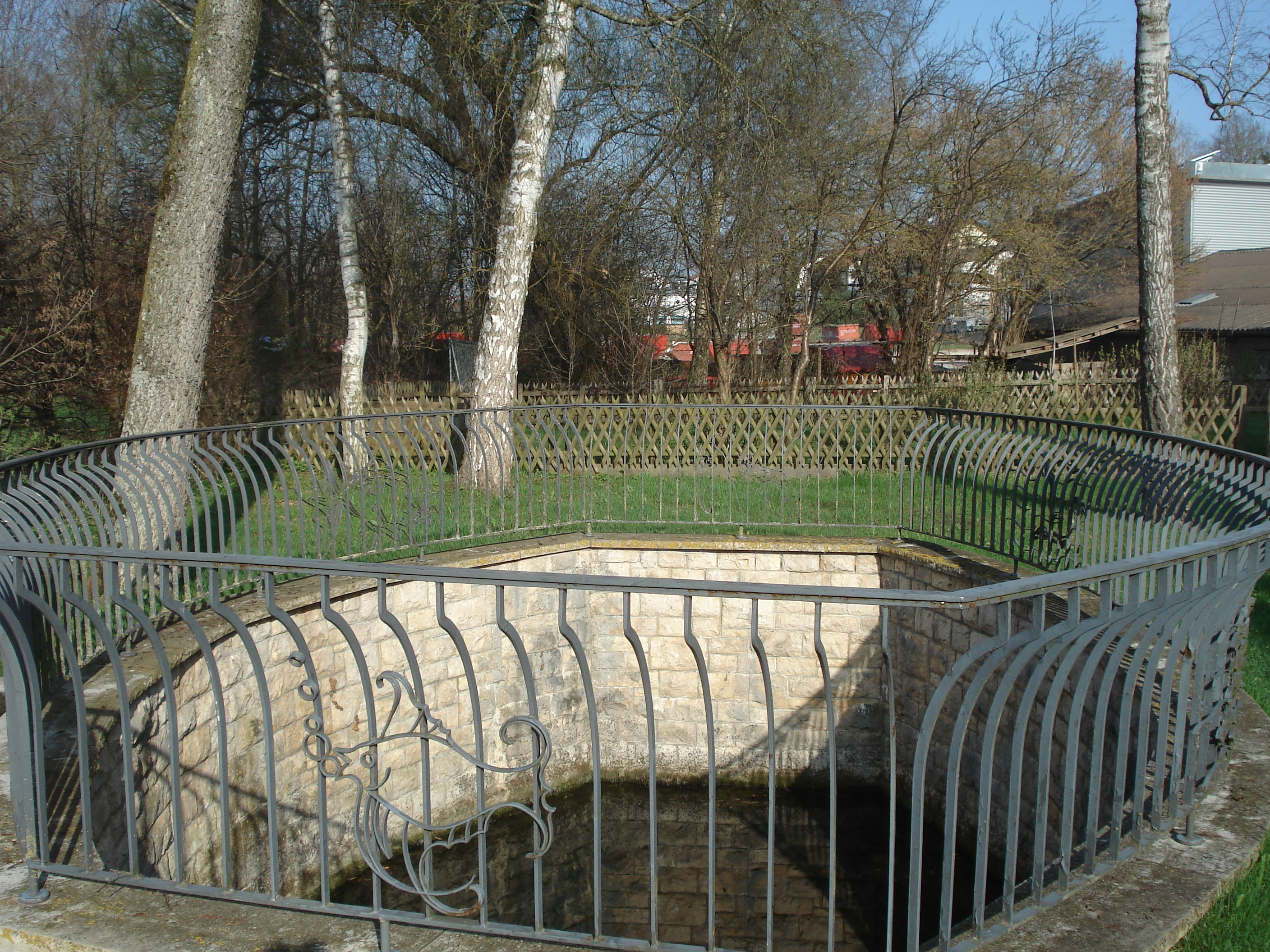
Der Egau-Ursprung

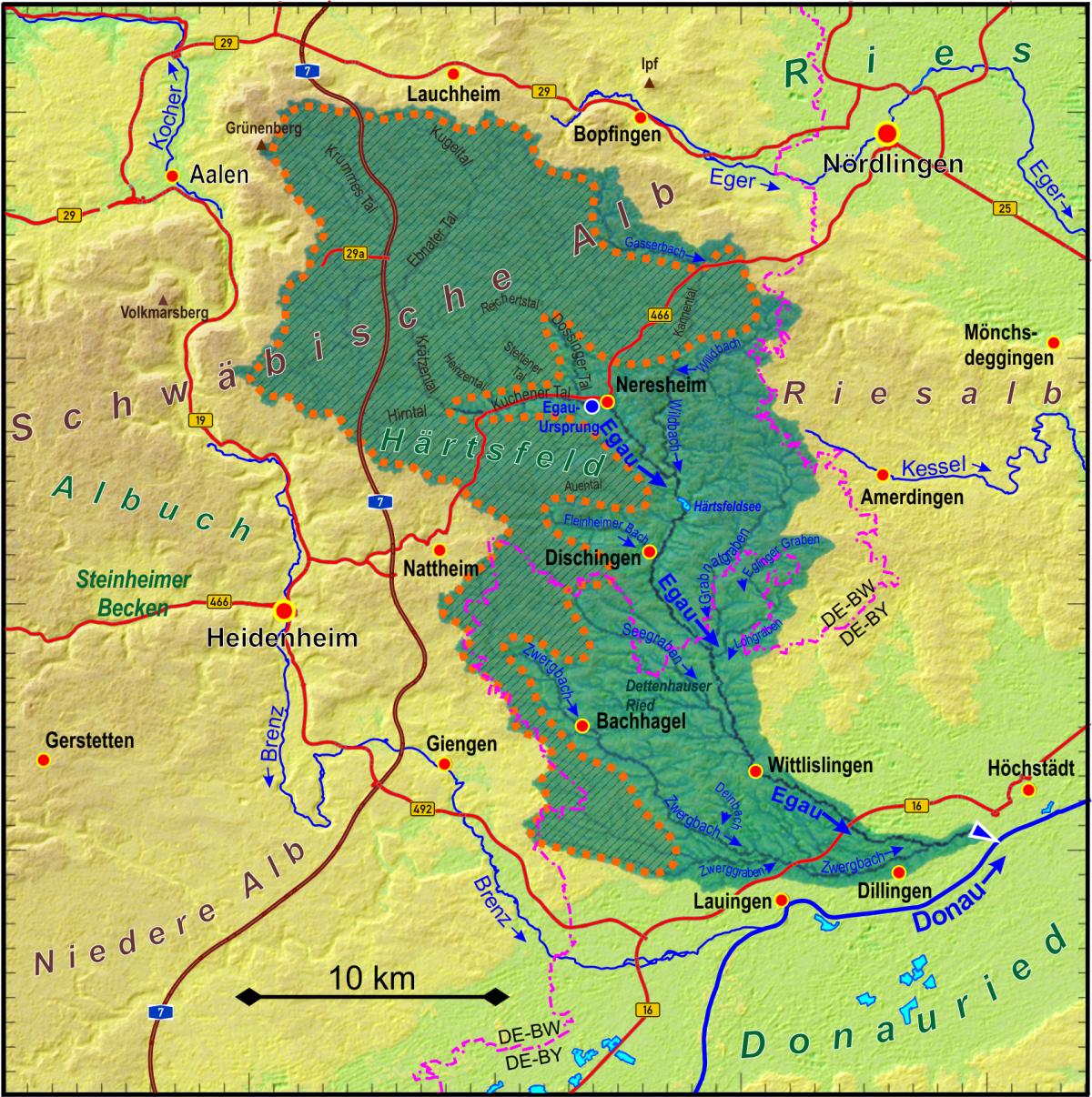
Einzugsgebiet der Egau. Innerhalb der schraffierten Fläche existieren nahezu keine Oberflächenabflüsse. Wichtige Trockentäler sind mit Namen versehen.

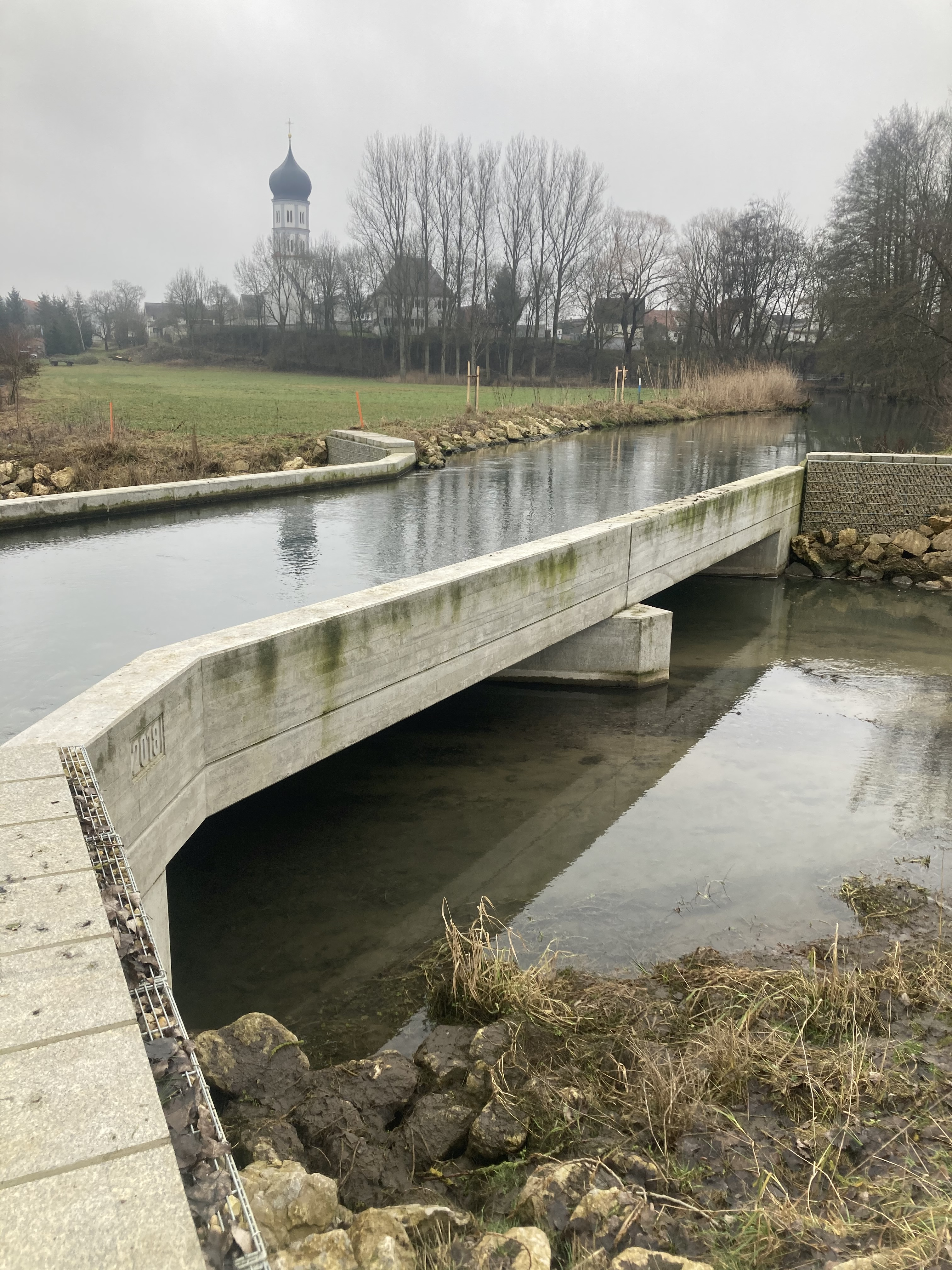
Flusskreuzung von Egau und Riedegau zwischen Dattenhausen und Ziertheim

### Bis zum Egau-Ursprung
Der offizielle Beginn der Egau befindet sich direkt am Ortsrand von Großkuchen am Ausfluss des Hochwasserrückhaltebeckens Krätzental. Bis zum Egau-Ursprung durchfließt sie das Neresheimer Tal und das Kuchener Tal, sie wird dort meist nicht „Egau“ genannt. Der Bach liegt auf diesem Abschnitt oft ganz trocken. Bis zum Zusammenfluss mit dem kurzen Abfluss des Egau-Ursprungs münden zwei weitere Fließgewässer in die Egau:
- Heinzentalgraben (links), 2,975 km[LUBW 1]
- Bach aus dem Dossinger Tal (links), 5,373 km[LUBW 1]

### Egau-Ursprung
Die Egau entspringt auf unter 495 m ü. NHN in einem mit einer Natursteinmauer umfassten Quelltopf nahe dem Friedhof am Südrand der Stadt Neresheim auf dem Härtsfeld. Die Quelle kann bis zu 600 l/s schütten. Der abfließende Bach mündet nach wenigen Metern in den aus dem Kuchener Tal kommenden Oberlauf der Egau.

### Verlauf
Die Egau zieht beständig in Richtungen zwischen Ost und Süd. In der Nähe des Dischinger Wohnbezirks Katzenstein durchfließt sie den Härtsfeldsee. Kurz vor der Landesgrenze nach Bayern passiert sie die Buchbrunnenquelle, die die Wasserführung des Flusses vor dem Bau des dortigen Wasserwerkes erheblich verstärkte. Unmittelbar nach der Grenze, bei einer Kläranlage, zweigt vom Fluss nach links die künstlich angelegte, etwa parallele Riedegau ab, die dann sogleich den Lohgraben aufnimmt, zwischen dem südlichen Ortsteil Dattenhausen rechts und Ziertheim selbst links von einer Kanalbrücke der Egau gequert wird, bis etwas abwärts der nun Haldengraben genannte Abzweig nach insgesamt 1,6 km wieder rückmündet.
Kurz danach entwässert das Naturschutzgebiet Dattenhauser Ried über den rechten Rostelbach in die Egau.
In Schabringen leitet bei Hochstand der Egaugraben einen Teil des Egau-Wassers nach links und Osten ab an den Südrand des Unteren Rieds, es erreicht über den Pulverbach und dann den Klosterbach die Donau etwa 9,5 Kilometer talabwärts der Mündung der Egau etwas unterhalb der Schwenninger Staustufe auf 404 m ü. NHN.
Kurz vor Dillingen-Donaualtheim mündet von rechts der Breitlesgraben. Dort ist die Donau nurmehr drei Kilometer südlich von der Egau entfernt, die inzwischen nach Osten läuft und sich so dem Strom in recht flachem Winkel nähert. Im Osten Dillingens läuft der Zwergbach ebenfalls von rechts zu. Nach Steinheim erreicht sie das linke Ufer der Donau und fließt daraufhin noch weitere 2 Kilometer parallel zu dieser innerhalb von deren linkem Hochwasserdamm. Innerhalb der Staustufe Höchstädt mündet die Egau auf 410 m ü. NHN von links in die Donau.
Durchschnittlich fließen über die Egau ein bis zwei Kubikmeter pro Sekunde ab.

### Einzugsgebiet
Das Einzugsgebiet der Egau umfasst etwa 467 km² und liegt mit seinem oberen und mittleren Teil überwiegend in Baden-Württemberg. Naturräumlich gesehen hat es Anteil an den Unterräumen Härtsfeld, Riesalb und Lonetal-Flächenalb der Schwäbischen Alb, zuunterst auch am Unterraum Donauried des Unterbayerischen Hügellandes.
Der höchste Punkt liegt nahe an der Nordwestecke des Einzugsgebietes auf dem 723,1 m ü. NHN hohen Wöllerstein, der dicht am Albtrauf liegt. Im Norden auf dem Härtsfeld umfasst es auf der verkarsteten Albhochfläche ein großes Teilgebiet ohne jeglichen dauerhaften Wasserlauf, dort prägen Trockentäler das Landschaftsbild. Die Stadt Neresheim noch auf dem Härtsfeld, wo der Fluss entspringt, liegt schon am Beginn des mittleren Einzugsgebietes. Etwas abwärts, etwa ab dem Zufluss des Katzensteiner Bachs unmittelbar nach dem Härtsfeldsee, ist der Flusslauf dann Grenze zwischen dem Härtsfeld im Westen und der Riesalb im Osten. Seine Talmulde gleich nach dem Ort Dischingen ist dann der östlichste Teil der Lonetal-Flächenalb vor der Riesalb etwas im Osten. Etwa bei Wittlisingen tritt er in den links der Donau liegenden Anteil der flachen Landschaft des Donaurieds über.

### Zuflüsse
- Tiefentalgraben oder Wildbach (links)
- Katzensteiner Bach (links)
- Fleinheimer Bach (rechts)
- (Bach aus der Gallengehrenquelle) (rechts)
- (Überlauf der Buchbrunnenquelle) (rechts)
- Lohgraben oder (in Baden-Württemberg) Grabnatgraben (links)
- Lochfeldgraben (links)
- Seegraben, am Oberlauf Rostelbach (rechts)
- → (Abgang des Egaugrabens) (nach links)
- Breitlesgraben (rechts)
- Zwergbach (rechts)

### Durchflossene und berührte Gemeinden
- Stadt Neresheim
- Gemeinde Dischingen
- Gemeinde Ziertheim
- Markt Wittislingen
- Stadt Dillingen
- Stadt Höchstädt

## Egauwasserwerk
Im Jahr 1929 erwarb die Landeswasserversorgung die Buchbrunnenquelle im Egautal bei Dischingen. Diese Quelle wird von manchen fälschlicherweise Egau-Ursprung genannt; sie schüttet durchschnittlich 927 l/s (min. 623 max. 1.470 l/s) und ist der Hauptzufluss der Egau. Nach umfangreichen Erkundungsmaßnahmen beschloss die Landeswasserversorgung im Jahr 1952, die Buchbrunnenquelle für die öffentliche Trinkwasserversorgung zu nutzen. Das Egauwasserwerk ging nach einer Bauzeit von vier Jahren im Jahr 1957 in Betrieb. Abhängig von der Egauwasserführung dürfen bis zu 800 Litern pro Sekunde entnommen werden. Das Karstquellwasser der Buchbrunnenquelle hat von Natur aus eine sehr gute Qualität. Nur nach lang anhaltend starken Niederschlägen und während der Schneeschmelze kommt es zu mineralischen Trübungen des Quellwassers. Mit dem Bau der Bundesautobahn 7 durch das Wasserschutzgebiet der Buchbrunnenquelle mussten in den Jahren von 1982 bis 1984 die Aufbereitungsanlagen im Egauwasserwerk zur vorbeugenden Sicherung der Trinkwasserqualität erweitert werden. Die vorhandene Sandfiltration wurde durch eine leistungsfähigere Flockungsfiltration über Zweischicht-Sandfilter ersetzt. Es folgen eine Oxidationsstufe mittels Ozon, eine Aktivkohlefiltration und aus Sicherheitsgründen eine Desinfektion des Trinkwassers. Im Egauwasserwerk wurde in den Jahren von 1993 bis 1995 eine Entcarbonisierungsanlage gebaut. Diese enthärtet das Karstquellwasser, das aufgrund der geologischen Gegebenheiten eine natürliche Härte von 18,5 °dH aufweist, auf rund 13,5 °dH.

## Härtsfeldbahn
Die Härtsfeldbahn verlief von Neresheim bis Zöschlingsweiler in der Talmulde der Egau und überquerte den Fluss dabei an drei Stellen. Auf den Teilabschnitt der alten Trasse, auf dem heute die Museumsbahn verkehrt, entfallen zwei dieser Flussquerungen.

### LUBW
Amtliche Online-Gewässerkarte mit passendem Ausschnitt und den hier benutzten Layern: Karte von Lauf und Einzugsgebiet der Egau

Allgemeiner Einstieg ohne Voreinstellungen und Layer: Daten- und Kartendienst der Landesanstalt für Umwelt Baden-Württemberg (LUBW) (Hinweise)
1. 1 2 3 4  Nach dem Layer Gewässernetz (AWGN).
2. ↑  Einzugsgebiet nach dem Layer Aggregierte Gebiete 04.
3. ↑  Höhe nach dem Höhenlinienbild auf dem Hintergrundlayer Topographische Karte.
4. ↑  Höhe nach schwarzer Beschriftung auf dem Hintergrundlayer Topographische Karte.

### BayernAtlas („BA“)
Amtliche Online-Gewässerkarte mit passendem Ausschnitt und den hier benutzten Layern: Lauf und Einzugsgebiet der Egau in Bayern

Allgemeiner Einstieg ohne Voreinstellungen und Layer: BayernAtlas der Bayerischen Staatsregierung (Hinweise)
1. 1 2  Höhe nach blauer Beschriftung auf dem Hintergrundlayer Amtliche Karte; übereinstimmende Höhenangabe im Unterwasser der oberen und im Oberwasser der unteren Donau-Staustufe.

### Andere Belege
1. ↑  Deutsches Gewässerkundliches Jahrbuch Donaugebiet 2006 Bayerisches Landesamt für Umwelt, S. 114, abgerufen am 4. Oktober 2017, Auf: bestellen.bayern.de (PDF, deutsch, 24,2 MB).
2. ↑  Bezeichnung als Egge beispielsweise in: Franz Eugen Joseph Anton von Seida und Landesberg: Historisch-chronologische Darstellung des wichtigen Feldzugs in Teutschland im Jahre 1800. Leipzig 1802, S. 188, abgerufen am 12. Juli 2011.
3. ↑  Albrecht Greule: Deutsches Gewässernamenbuch. Walter de Gruyter, Berlin / Boston 2014, ISBN 978-3-11-057891-1, S. 113, „Egau“ (Auszug in der Google-Buchsuche).
4. ↑  Hansjörg Dongus: Geographische Landesaufnahme: Die naturräumlichen Einheiten auf Blatt 171 Göppingen. Bundesanstalt für Landeskunde, Bad Godesberg 1961. → Online-Karte (PDF; 4,3 MB)
5. ↑  Ralph Jätzold: Geographische Landesaufnahme: Die naturräumlichen Einheiten auf Blatt 172 Nördlingen. Bundesanstalt für Landeskunde, Bad Godesberg 1962. → Online-Karte (PDF; 3,9 MB)
6. ↑  Landesamt für Geologie am Regierungspräsidium Freiburg